# 灰喜鹊

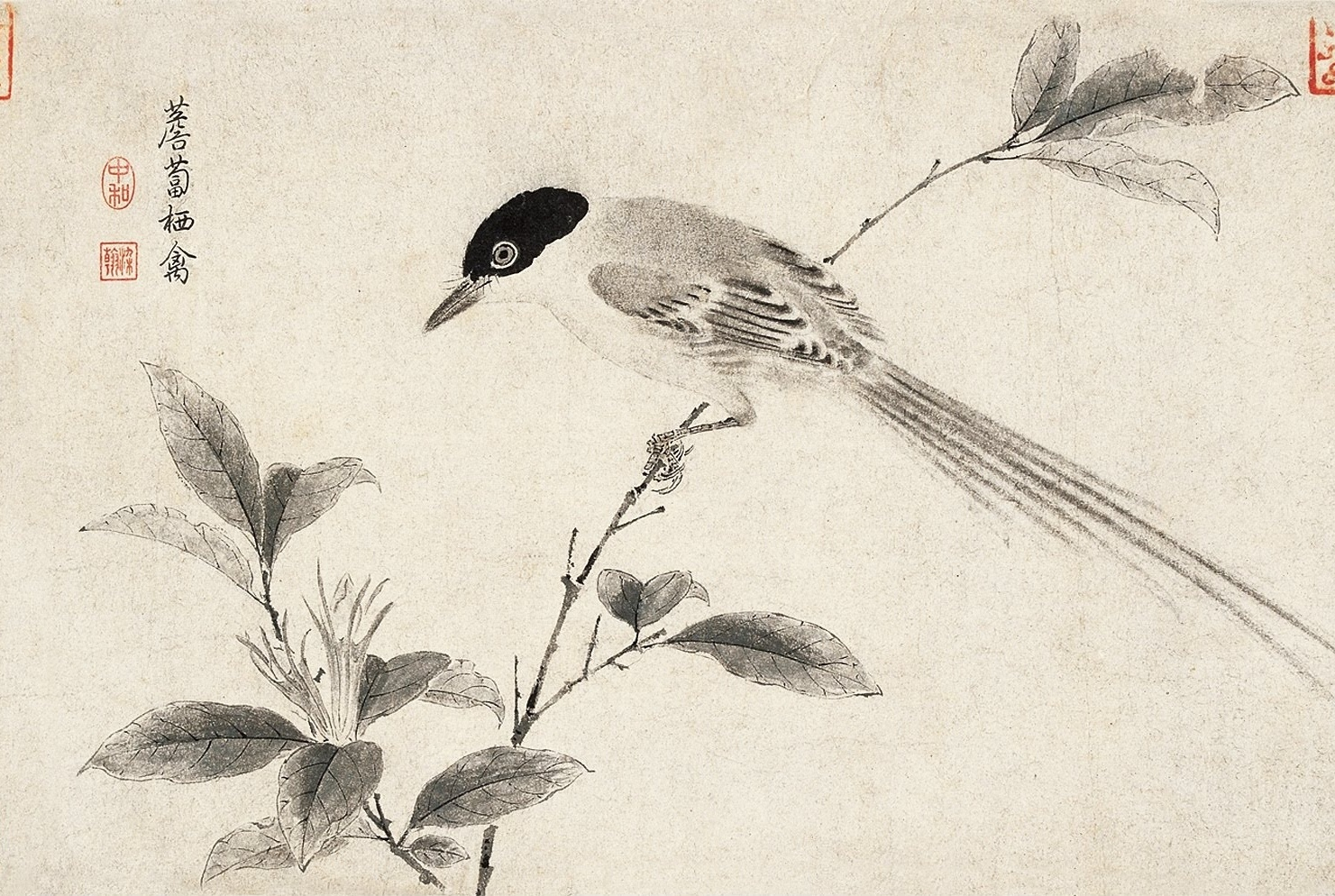
趙佶（宋徽宗）《写生珍禽图》卷描绘的灰喜鹊

灰喜鹊（学名：Cyanopica cyanus），俗稱蓝鹊、灰鹊、马尾鹊、羊乌鹊、山喜鹊或蓝膀喜鹊。

## 特征
灰喜鹊是中等体形的鸦科鸟类，体长约40厘米，本物种较另一种城市中常见的鸦科鸟类喜鹊体形明显要小很多，并且较修长。灰喜鹊雄雌同形同色，成鸟头顶、颈侧、后颈为饱满的黑色，在黑色的头顶周围的羽毛颜色较体羽其他部分更白，看上去就好像黑色的头顶周围隐隐有一圈白色围脖围绕；肩部、上背为石板灰色，由较深的肩部到与黑色头部交接的白色区域，羽毛颜色变化平缓；飞羽、尾羽和下背天蓝色，尾羽较长，几乎与身体的其他部分等长，并具有白色羽端；颌部与环绕头部的围脖一样为白色，喉部、胸部、腹部为污白色，且延自头向尾的方向颜色平缓地略现加深的趋势。幼鸟头顶的黑色部分羽毛端部为污白色，远看就好像在黑色的头顶刷了一层白灰一样，另外幼鸟的尾羽较成鸟更短一些。本物种虹膜褐色；喙黑色；足黑色。

## 分布
灰喜鹊主要分布在亚洲东部地区，分布北限为贝加尔湖，在朝鲜半岛、日本列岛、蒙古均有分布；在中国分布于东北各省，西至甘肃、青海。南至四川、长江中下游省区，分布南限直抵福建。
灰喜鹊栖息于低山田野和树林中，城市中，公园、小区也极易见到它们的身影。在很多城市已经成为优势种；常见数十只结成小群穿梭于树木间。

## 食物
灰喜鹊是杂食性鸟类，在夏季主要以各种昆虫为食，在没有昆虫活动的冬春季节，其主要食物是各种植物的种子。圈养灰喜鹊的食性结果表明，灰喜鹊可以吃昆虫，水果，种子，蛋黄，甚至幼年小鼠。

## 繁殖与保护
灰喜鹊一般在每年的春季开始繁殖，它们筑巢于高大乔木的高枝桠上，高度甚至可达15米，以枯枝为主要巢材搭建而成，呈平台形内垫以纤维、羽毛等柔软材料。每巢产卵5－9枚，孵化期15－20天，春末夏初幼鸟开始出巢活动。灰喜鹊的巢常成为四声杜鹃巢寄生的目标。
灰喜鹊未被列入保护，由于某些城市绿化树种的单一化和非本地化，在城市中形成了非常适应灰喜鹊生存的环境，造成了灰喜鹊数量的激增，它们数量的增长挤占了其他物种的生存空间，这需要进一步的关注。
在中国的一些地方建有灰喜鹊保护和繁殖场地，主要目的为了保护松林。安徽的省鸟为灰喜鹊，安徽定远县建有灰喜鹊保护基地。

## 图片

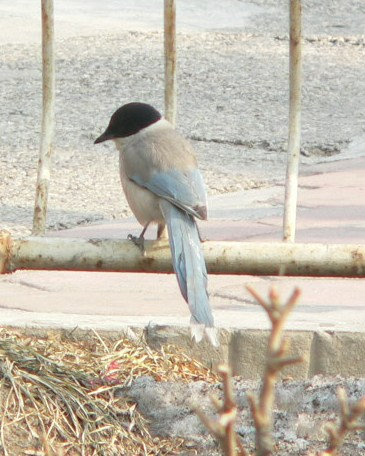
灰喜鹊
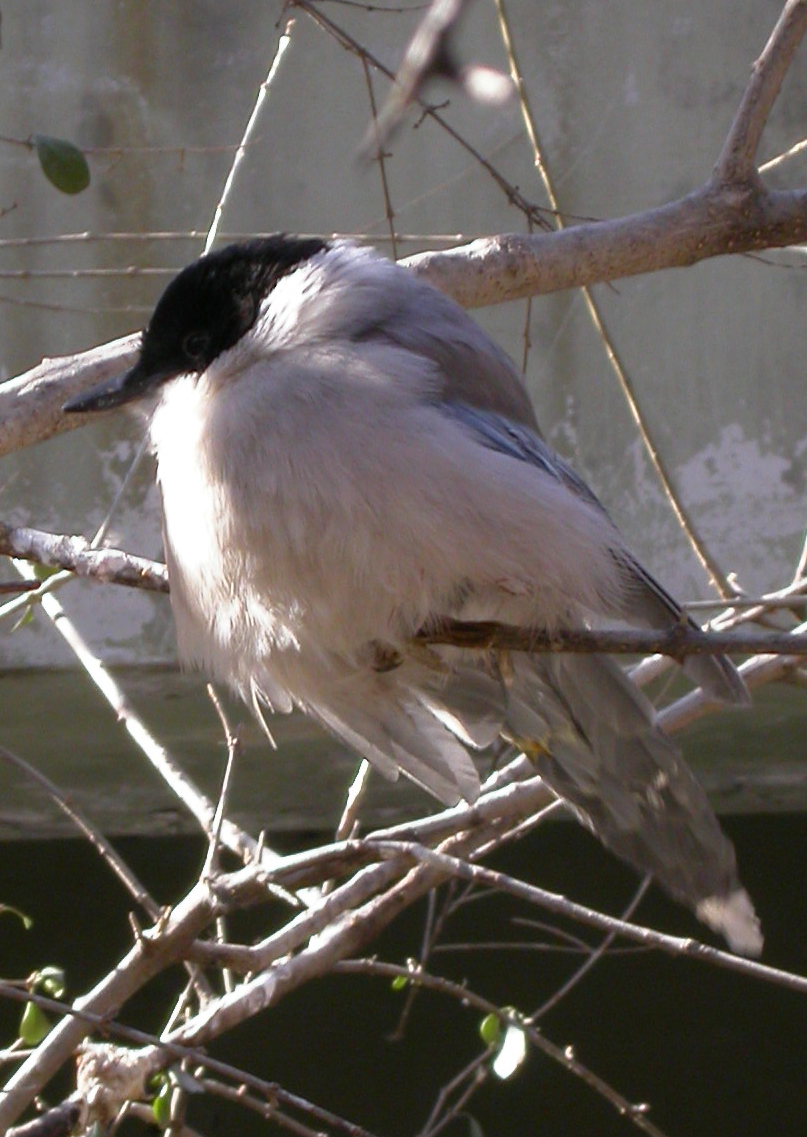
冬天里的灰喜鹊
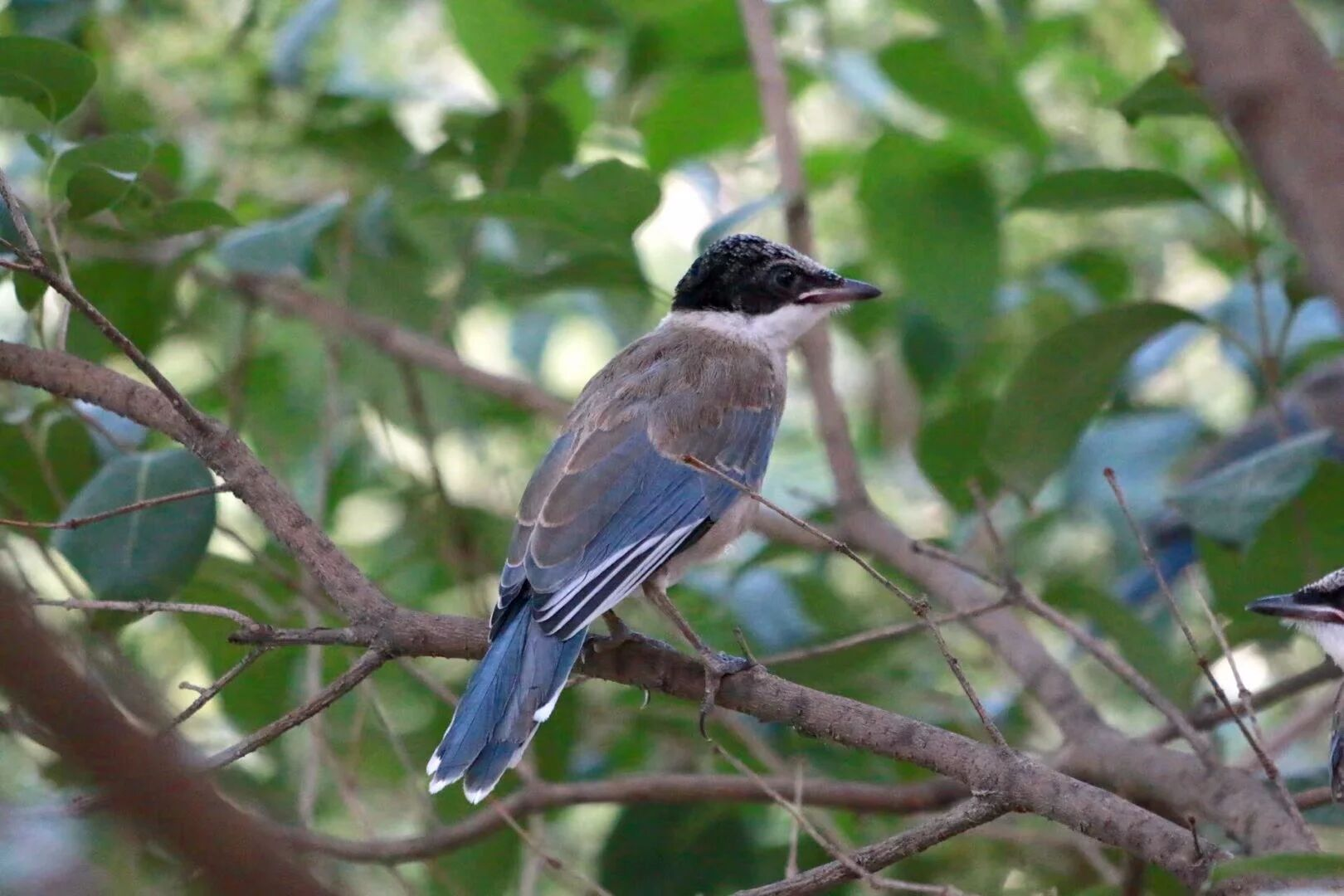
灰喜鹊亚成鸟